# Wycinanka

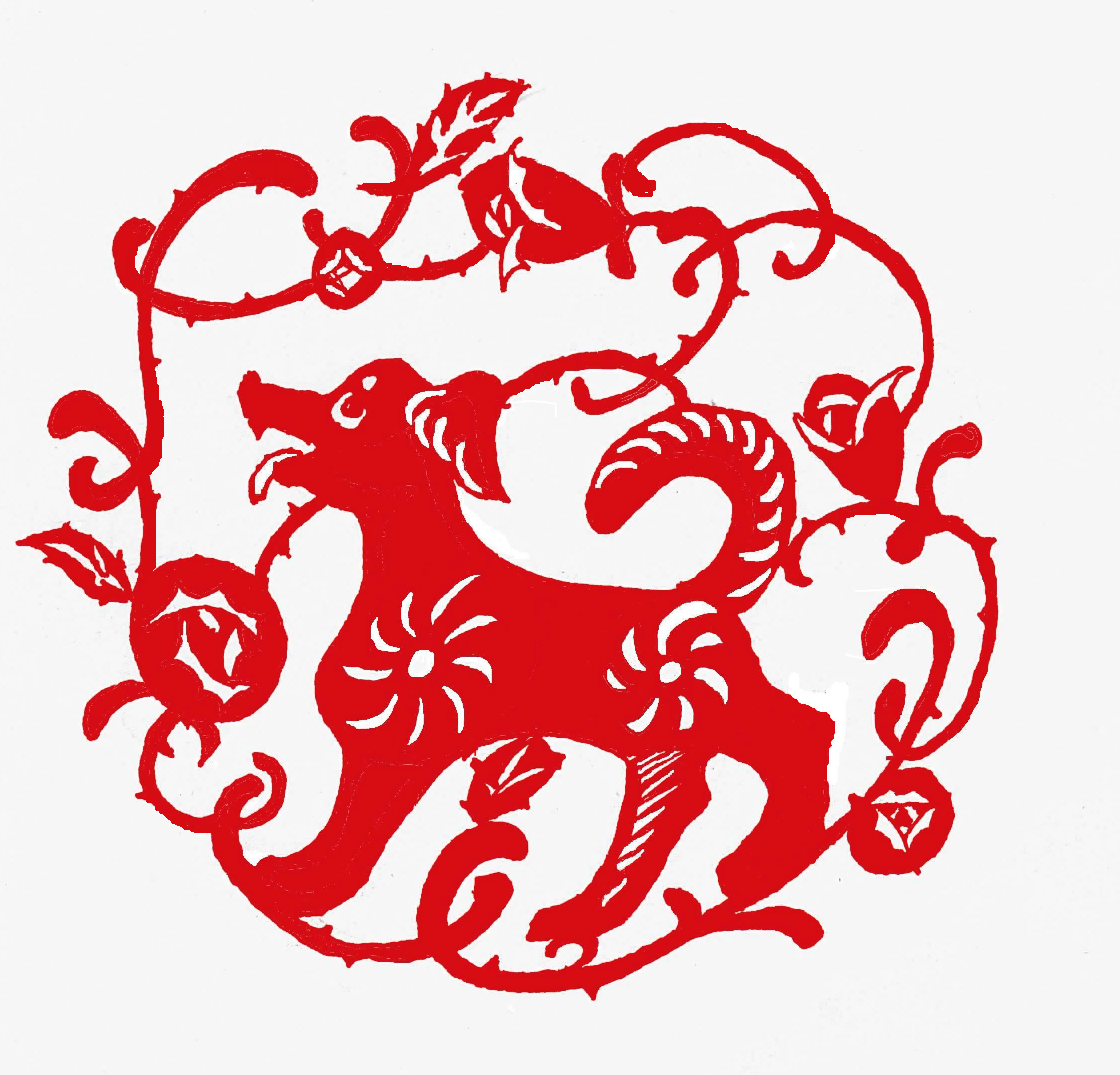
Tradycyjna, chińska wycinanka, wykonana z okazji Nowego Roku

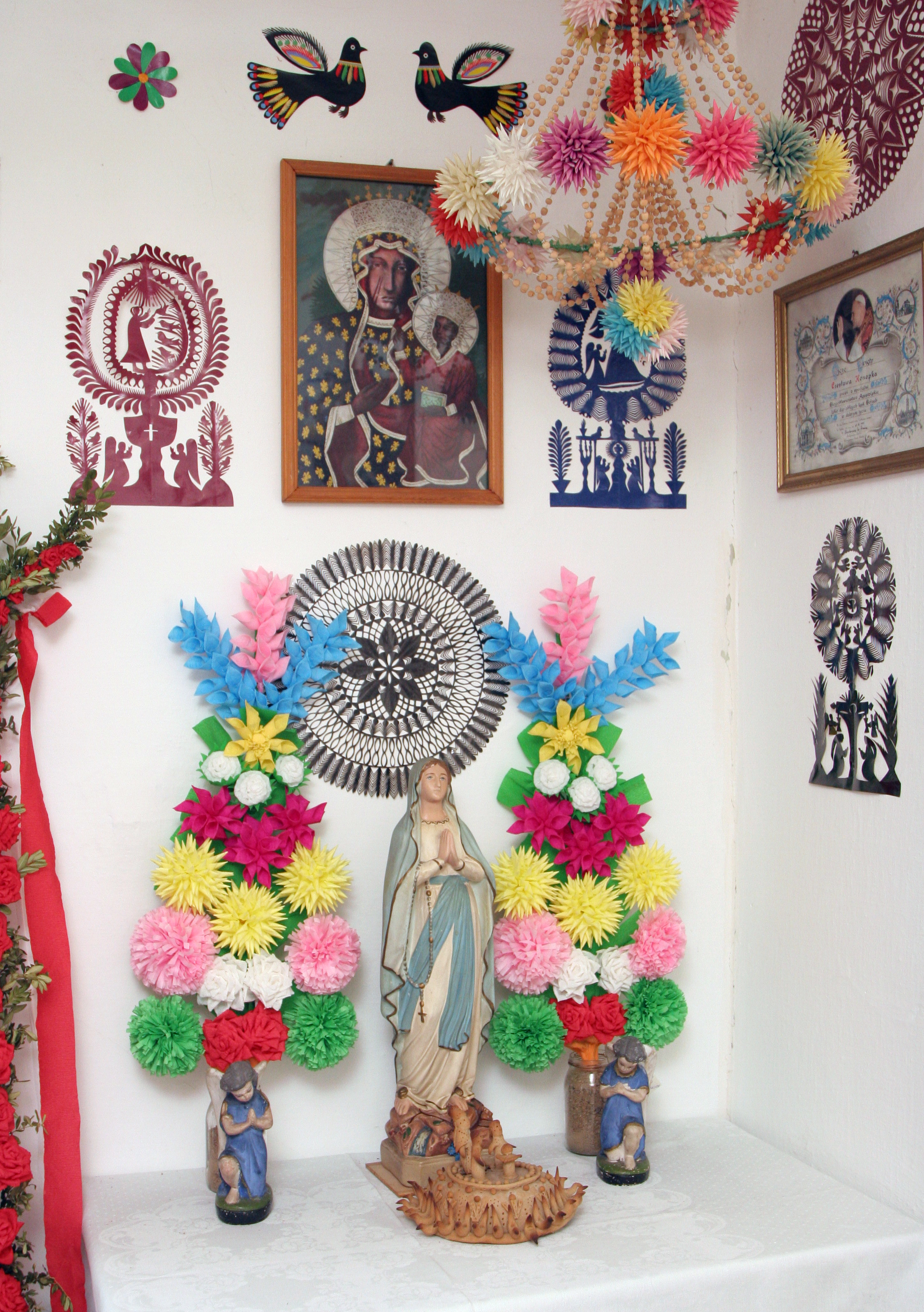
Ołtarzyk w kurpiowskiej chacie, ozdobiony wycinankami

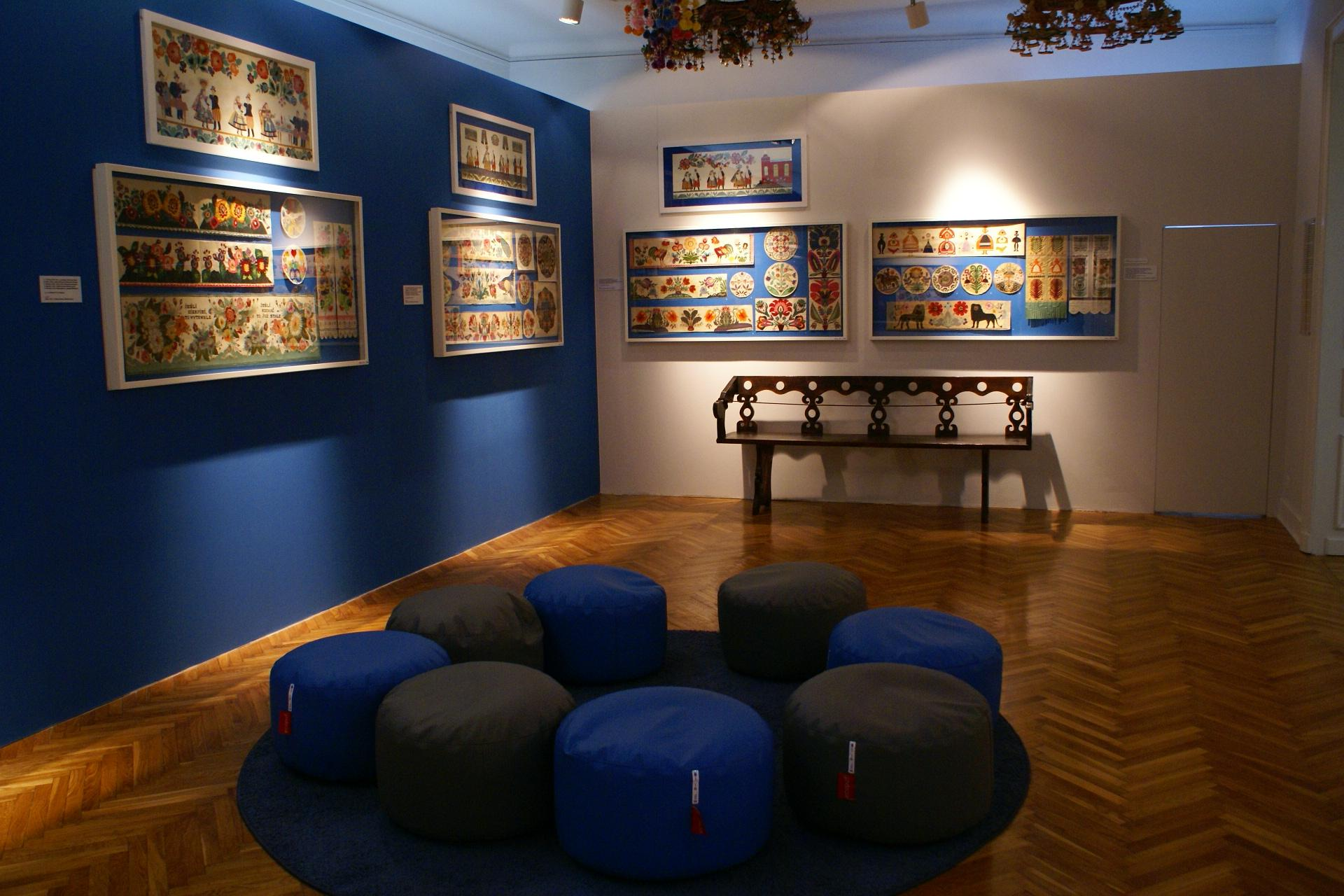
Wycinanki na wystawie w Muzeum w Łowiczu.

Wycinanka – ozdoba wycięta z papieru za pomocą ostrego narzędzia, najczęściej nożyc. W Polsce charakterystyczna szczególnie dla twórczości ludowej.

## Historia
Wycinanki pojawiły się w Chinach ok. 200 p.n.e. – 200 n.e.

## Wycinanka w Polsce

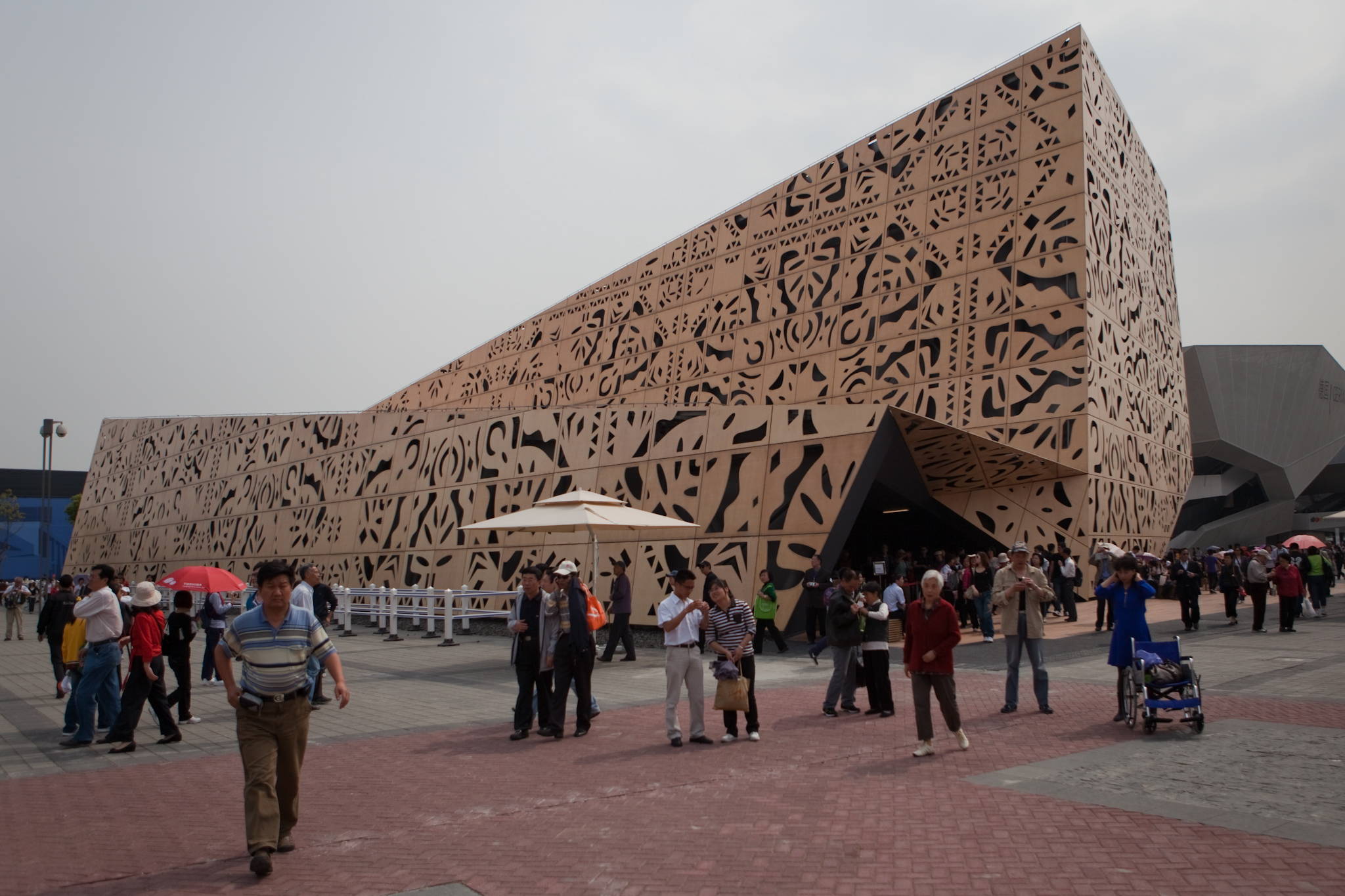
Polski pawilon na World Expo 2010 o bryle inspirowanej wycinanką kołbielską

Istnieje kilka hipotez dotyczących pojawienia się wycinanki w polskiej sztuce ludowej. Jedna z nich mówi o zapożyczeniu z kultury żydowskiej. Wycinanka żydowska miała charakter rytualny. Różnokolorowe wycinanki naklejano na okna domów w święto Szawuot (Zielone Święta). Inna hipoteza wiąże ich genezę z pojawieniem się na wsi kolorowego papieru glansowanego masowej produkcji, a pochodzenie form wiąże bezpośrednio z materiałem i narzędziami. Pierwsze historyczne zapiski o wycinankach ludowych w Polsce jako miejsce ich pochodzenia wymieniają okolice Warszawy. Były one charakterystyczną ozdobą wiejskich chat z przełomu XIX i XX wieku. Przed świętami Bożego Narodzenia, Wielkiej Nocy, przed ważnymi uroczystościami rodzinnymi, ściany oraz belki stropowe zdobiono kolorowymi wycinankami. Pełniły one funkcję zdobniczą. Najstarsze polskie wycinanki w zbiorach pochodzą z początku XX wieku z okolic Łowicza, Kołbieli oraz Kurpiowszczyzny. Pierwszą kolekcję polskich wycinanek w roku 1850 podczas etnograficznych poszukiwań zebrał pod Warszawą malarz i krytyk sztuki Wojciech Gerson.

### Wygląd i tematyka
Wycinanki wykorzystują różne rodzaje symetrii oraz łączenie i rytmiczne powtarzanie motywów w układach poziomych lub pionowych. Początkowo wykonywane były z białego papieru, dopiero kiedy w drugiej połowie XIX stulecia pojawił się papier kolorowy i bibułki, stały się kunsztownymi, tęczowymi ozdobami. Do wycinania używano narzędzi gospodarskich (np. nożyc do strzyżenia owiec). W zależności od przybieranych form (roślinnych, zwierzęcych, postaci ludzkich, a także figur) nazywane są: gwiazdami (okrągłymi lub rogowymi), kółkami, drzewkami, lelujami (na Kurpiach), lalkami, kogutkami, kodrami (długie wycinanki łowickie) itp..

### Wycinanka z Powiśla
Powiśle to region obejmujący wsie położone nad prawym brzegiem Wisły między Maciejowicami a Otwockiem. Przed II wojną światową wycinanki z tego terenu nazywano podwarszawskimi lub garwolińskimi. Okres ich największego rozwoju to lata tuż przed I wojną światową. W latach 20. XX wieku zaczął się ich zanik, który trwał do wczesnych lat 30. XX w. Odrodzenie tradycji nastąpiło po II wojnie światowej.
Wycinanki z tego terenu reprezentują najprostsze i najstarsze formy polskich wycinanek: rózgi, czyli stylizowane drzewka, lalki - uproszczone postaci kobiece, chłopaki - uproszczone postaci męskie, fryzy z lalek i kogutków, kółka - gwiazdy okrągłe oraz kwadraty - gwiazdy rogowe. Wycinanki są jednobarwne, mają ażurowe płaszczyzny uzyskiwane poprzez wycięcia w formie strzałek, oczek, linii lub gałązek z liśćmi.
Znane wycinankarki z tego regionu to:
- Anna Sabała z Zambrzykowa Nowego;
- Rozalia Kowalczyk z Zambrzykowa Starego;
- Marianna Łysiak i Zofia Grzęda z Sobień Kiełczewskich;
- Zofia Świderska z Goźlina Górnego;
- Zofia Chlebowska z Sobień Szlacheckich;
- Marianna Kasprzak i Marianna Rozum z Wysoczyna;
- Franciszka Kasprzak z Piwonina[4].

### Wycinanka kołbielska
Wycinanki powstałe na terenach położonych na wschód i północ od Kołbieli są przeważnie jednobarwne. Podstawowe ich formy to drzewka, laki i koguty, podobne do tych z Powiśla. Czasem można napotkać również lalki dwubarwne i różnokolorowe koguty. Jednak najbardziej charakterystyczną formą wycinanek kołbielskich są lalki z uniesionymi rękami przechodzącymi w parę całujących się kogutów. Zdarza się też, że figury ludzkie mają po dwie pary rąk i podwójną liczbę kogutów. Istnieją również lalki z dwoma lub trzema kogutami po bokach spódnic. Popularne są również fryzy, czyli pasy z powtarzającym się motywem lalek i kogutów.
Wycinankarki z tego regionu to:
- Marianna Zgutka, Maria Żurawska, Marianna Zgutka młodsza i Halina Przyborowska z Rudzienka;
- Maria Święch i Stefania Jedynak z Gadki;
- Marianna Kubajek i Zofia Kubajek z Rudna Małego;
- Maria Piętka i Agnieszka Zduńczyk z Woli Sufczyńskiej;
- Józefa Mazek z Sufczyna;
- Janina Krupa, Helena Szopa, Halina Młot i Anna Matosek z Kątów;
- Maria Floriańczyk z Głupianki[4].

### Wycinanka kurpiowska z Puszczy Białej
Wycinanki z Puszczy Białej, czyli okolic Pułtuska i Wyszkowa wyróżnia wielobarwność. Są to w większości tzw. naklejanki. Najbardziej typową formą jest zielko, czyli wielokolorowe drzewko o odrealnionym kształcie, łączone z kogutkami. Inna spotykana forma to zielko jednobarwne z finezyjnie wygiętymi gałęziami przedstawione w doniczce. Spotkać można też wielobarwne wstążki, zwane portkami. Są to dwie opadające wstęgi spięte kolorową gwiazdą - kółkiem. Kolejna forma to kółka jednobarwne, czasem naklejane na kontrastujące tło.
Znani artyści z regionu to:
- Katarzyna Rudnicka, Anna Pudlis i Aleksandra Liwska z Dąbrowy w gminie Rząśnik;
- Małgorzata Wultańska i Teresa Włodarczyk z Obrytego;
- Maria Świadkowska z Wypych w gminie Somianka;
- Wiesława Archacka, Katarzyna Osowiecka, Genowefa Łada, Stefania Woźnica i Władysław Kamińska z Rząśnika[4].

### Wycinanka kurpiowska z Puszczy Zielonej
Wycinanki z Puszczy Zielonej, czyli okolic Myszyńca i Kadzidła, to jedne z najpopularniejszych wycinanek w Polsce. Główne motywy to monochromatyczne leluje i gwiazdy zwane kółkami. Inne formy to wielobarwne drzewka, indory, gołąbki, pawie i kogutki.
Za początek wycinankarstwa z kolorowego papieru na terenie kurpiowskiej Puszczy Zielonej przyjmuje się połowę XIX wieku, początkowo w okolicach Kadzidła i Myszyńca, najpóźniej w okolicach Kolna. Zwyczaj zaczął zanikać ok. 1930.
Ożywienie wycinankarstwa w tym regionie nastąpiło po II wojnie światowej i było efektem konkursu i wystawy mających miejsce w Kadzidle w 1948. Nowe formy wycinanek pojawiły się w latach 60. XX w., kiedy zaczęto wkomponowywać ludzkie postaci w tradycyjny kształt gwiazdy. Kolejną nową formą stał się tzw. las – duża prostokątna jednobarwna wycinanka tematyczna.
Najważniejsi artyści zajmujący się wycinankarstwem w tym regionie to:
- Anna Kordecka z Myszyńca;
- Stefania Samsel z Myszyńca-Browar;
- Anna Ropiak z Myszyńca Starego i jej syn Stanisław Ropiak;
- Eleonora Krystian z Brzozówki;
- Helena Fąk i Franciszka Deptuła z Czarnotrzewia;
- Marianna Murzyn z Zalesia;
- Rozalia Skrodzka ze Świdwiborka;
- Rozalia Polak, Florentyna Śmietka, Anna Majewska, Marianna Bałdyga, Czesława Marchewka, Wiesława Bogdańska, Halina Pajka i Piotr Puławski z Kadzidła;
- Władysława Warych z Wachu;
- Stanisława Bakuła, Stanisława Olender, Henryka Olender, Stanisława Staśkiewicz, Cecylia Staśkiewicz, Wincenty Staśkiewicz i Stanisława Dawid ze Strzałek;
- Antonina Kuliś z Jazgarki;
- Apolonia Nowak z Piaseczni;
- Franciszka Kulas z Antoni;
- Stefania Konopka, Maria Chrostek, Rozalia Jeziorkowska, Czesława Konopka i Aleksandra Oślicka z Tatar;
- Genowefa Pabich z Krobi;
- Stanisława Niedźwiedzka z Baby[4][6];
- Czesława Kaczyńska i Rozalia Prusaczyk z Dylewa[7];
- Genowefa Bączek z Gleby
- Anna Ceberek z Zalasu;
- Wiesława Chaberek z Lelisu;
- Zofia Samul z Dębów[8].

W marcu 2020 roku tradycja wycinankarska na Kurpiowszczyźnie w regionie Puszczy Zielonej została wpisana na Krajową listę niematerialnego dziedzictwa kulturowego pod nazwą „Wycinankarstwo kurpiowskie z Puszczy Zielonej”.

### Wycinanka sannicka
Wycinanki sannickie wielobarwne naklejanki. Mają dwie podstawowe formy: klapoki, czyli dwie zwisające wstęgi złączone u góry krążkiem oraz różnokolorowe ptaki – koguty, gołąbki, indory, indory i bażanty. Można znaleźć tu również wycinanki tematyczne podobne do łowickich kodr. Sannicki ośrodek wycinankarski został reaktywowany w 1951 dzięki konkursowi zorganizowanemu w Sannikach przez Ministerstwo Kultury i Sztuki.
Artystki z tego terenu to:
- Maria Siedlarek, Zofia Makowska z Sannik (aktywne w latach 50. XX w.)[11]
- Józefa Szafrańska (aktywna w latach 80. XX w.)
- Maria Siedlarek młodsza i Krystyna Cieślak z Sannik (aktywne w latach 90. XX w.)[4].

### Wycinanka łowicka
Wycinanki łowickie to naklejanki wykonane z dużą precyzją cięcia. Składają się z drobnych elementów zdobniczych naklejonych na siebie. Cechuje je również bardzo bogata kolorystyka. Najpopularniejszymi formami tych wycinanek są ażurowe koła lub kwadraty z motywami kogutów lub pawi zwane gwiazdami oraz tzw. kodry, czyli podłużne pasy kwiatowe lub ze scenami rodzajowymi. Inna częsta forma to tasiomki, czyli dwie wstęgi spięte u góry różnokolorowym kołem.
Znane artystki z tego regionu to:
- Grażyna Gładka z Zarostowa Dużego;
- Helena Miazek z Błędowa;
- Krystyna Lis z Niespuszy Dużej;
- Helena Rzeźna, Danuta Wojda i Henryka Lus z Łowicza;
- Zofia Wiechno-Fijałkowska ze Zdun[4].

### Wycinanka rawska i opoczyńska
Wycinanki z okolic Rawy Mazowieckiej i Opoczna przypominają wyroby z Powiśla - popularne są wśród nich jednobarwne drzewka, lalki i kogutki. Wyróżniającymi się formami są jednak wielobarwne gwiazdy i kwadraty, charakterystyczne szczególnie dla wycinanki rawskiej. W tego typu formach efekt artystyczny osiąga się poprzez naklejanie na siebie coraz to mniejszych elementów.
Wycinankarki z tego ośrodka to m.in.:
- Marianna Chudy i Marianna Przybyłek z Królowej Woli;
- Zofia Wieruszewska z Woli Załężnej;
- Marianna Tomczyk z Łazisk[4].

### Wycinanka sieradzka
W okolicach Sieradza wycinanki znane były już w okresie międzywojennym. Były to wielokolorowe naklejanki, a ich najbardziej wyróżniająca się forma to tzw. mazury z kulosami – trzy jednobarwne wstęgi zakończone na dole różnokolorowymi kółkami i kwadratami, u góry zwieńczone dużym wielobarwnym kwadratem.
Wycinankarki z tego regionu to m.in.:
- Józefa Chaładaj i Marianna Pawlak ze wsi Monice (obecnie w obrębie Sieradza) – aktywne w latach 90. XX w.

Obecnie tradycja tworzenia wycinanek na tym terenie zanikła.